# Elektrotherapie
Elektrotherapie oder Elektromedizin ist die Bezeichnung für therapeutische Anwendungen von elektrischem Strom in der Medizin und in der physikalischen Therapie. Für einige der Verfahren werden synonym auch die Begriffe Reizstromtherapie oder Feinstromtherapie benutzt.
Gemeinsam ist diesen Verfahren, dass während der Anwendung Gleich- oder Wechselströme den Körper oder Körperteile durchfließen. Die entsprechenden Ströme werden entweder über mit der Hautoberfläche leitend verbundene Elektroden oder über Elektroden in einem Wasserbad zugeführt. Bei Anwendungen von Implantaten zur funktionellen Elektrostimulation sind die stromabgebenden Elektroden dagegen im Gewebe. Eine Sonderstellung nehmen Verfahren ein, bei denen durch Magnetfelder im Körperinneren elektrische Wechselspannungen nach dem Induktionsgesetz erzeugt werden (transkranielle Magnetstimulation, pulsierende Signaltherapie usw.).
Eine Sonderform stellt auch die Iontophorese von Arzneistoffen über die Haut dar. Durch eine vorhandene elektrische Ladung eines Medikamentes kann dieses im elektrischen Feld in das Gewebe transportiert werden. Der Effekt kann dazu führen, dass ein Vielfaches an entsprechenden Arzneistoffen in kürzerer Zeit ins Gewebe gelangen, als wenn diese auf die Haut aufgetragen werden. Die Verteilung des Medikamentenwirkstoffes geschieht über die in der Haut liegenden Blutgefäße.
Beim Ausfall von Nerven in der Peripherie des Körpers, also besonders an Armen und Beinen, kommt es zum Abbau von Muskelzellen des vom geschädigten Nerv versorgten Muskels. Um dies zu vermeiden, werden während einer Therapiesitzung Elektroden angebracht und mit geringen Stromimpulsen (Reizstrom) die Funktion des betroffenen Nerven stimuliert. Dadurch bewegt sich der bedrohte Muskel wieder und atrophiert weniger rasch.
Die Muskeln reagieren je nach Dauer der Denervierung auf verschiedene Stromarten unterschiedlich gut. Im Allgemeinen werden bei längerbestehenden Denervationen mit Exponentialströmen mit relativ langen Dreieckimpulsen die besten Ergebnisse erzielt, weil die Muskeln nur noch auf längere Stromimpulse ansprechen. Es werden Dreieckimpulse eingesetzt, weil die gesunde Muskulatur wegen der noch vorhandenen Adaptationsfähigkeit nicht auf diese Impulsform anspricht. Doch auch Faradisation und Rechteckstrom kommen zum Einsatz. Konstanter Gleichstrom (Galvanisation genannt) kann keine Kontraktionen auslösen.

## Geschichte
Bereits 1744 machte Gottlob Krüger (1715–1759) auf in der künstlich erzeugten Elektrizität verborgenen Heilkräfte aufmerksam. Elektromagnetische Wechselfelder werden seit dem Jahr 1764 in der Medizin verwendet, hauptsächlich zur Erwärmung und Durchblutungssteigerung (siehe Diathermie), damit verbunden zur Verbesserung der Wund- und Knochenheilung. Von Anton de Haen (1704–1776) wurden im 18. Jahrhundert Versuche unternommen, Elektrizität zur Behandlung von Geschwüren zu verwenden. Johann Matthäus Ernst verfasste 1774 unter dem Präsidium von Franz Heinrich Meinolph Wilhelm Observationum electrico-medicarum decuria quattor, worin er von 40 Patienten des Würzburger Juliusspitals mit unterschiedlichsten Erkrankungen berichtet, die durch das „Elektrisieren“ geheilt wurden.
Danach wurden elektrotherapeutische Verfahren in der modernen Medizin von Christoph Heinrich Ernst Bischoff (1781–1861), der später als Professor der Pharmakologie an der Universität Bonn wirkte, in seiner Jenaer Dissertation von 1801 bei der Behandlung von neurologischen Krankheiten am Menschen beschrieben. Bischoff war von 1818 bis zu seinem Tod Professor der Pharmakologie und Staatsarzneikunde in Bonn. Bischoff verwendete in seiner elektrotherapeutischen Vorrichtung Silberelektroden, um das „paralysierte Organ“ seiner Patienten zu heilen.
Um 1854 wandten Guillaume Duchenne und Robert Remak die Elektrotherapie an.
Fritz Kaufmann verwendete 1903 als Assistent in der Erbschen Klinik in Heidelberg die (nach Michael Faraday benannte) Faradisierung („faradische Pinselung“) zur Behandlung „hysterischer Lähmungen“. In ähnlicher Weise wandte er als Stabsarzt um 1916 die „Kaufmann-Kur“ (von Kaufmann als „Überrumpelungstherapie“ bezeichnet), ein Setzen kurzer Schmerzreize mittels des „Erlanger Pantostaten“ (jedoch nicht mit „faradischem Strom“, sondern dem gefährlicheren „sinusoidalem Wechselstrom“) an, die an Kriegstraumata (insbesondere Kriegsneurosen) leidende Soldaten des Ersten Weltkriegs wieder kriegsdienstverwendungsfähig machen sollte, allerdings „in fast keinem Fall“ erfolgreich war. Während des Ersten Weltkrieges sollen laut Jellinek in deutschen Krankenhäusern 20 Soldaten durch Elektrotherapie zu Tode gekommen sein. Wegen der Gefährlichkeit der sinusoidalen Ströme wurden diese 1917 verboten.
Auch in die Anästhesiologie fand die Elektrotherapie Eingang.

## Elektromedizinische Behandlungsverfahren
Wärmewirkung hochfrequenter Felder
- Diathermie
- Höhensonne
- HF-Chirurgie und Hochfrequenzablation in der Chirurgie
- Oudinspule bzw. Violet Wand
- Endovenöse Lasertherapie[19]
- Endovenöse Radiofrequenztherapie[20]

Therapien mit Stromfluss
- Galvanotherapie, Aufnahme von Arzneistoffen durch die Haut
- Hydroelektrisches Bad bzw. hydroelektrisches Vollbad (Stangerbad), durchblutungsfördernd, reguliert Muskeltonus
- Interferenztherapie
- Transkutane elektrische Nervenstimulation (TENS)
- Transkutane Vagusnervstimulation (t-VNS), Stimulation des aurikulären Asts des Vagusnervs an der Ohrmuschel. Die Therapie wird zur Prophylaxe von Migräne und zur Therapie von Epilepsien eingesetzt.
- Funktionelle Elektrostimulation, gesteuerte Muskelstimulation zur Verbesserung der Organfunktion, siehe auch Hochfrequente Muskelstimulation = Hochtontherapie
  - Blasenschrittmacher (zur Blasenentleerung bei Querschnittlähmung)
  - Atemschrittmacher
  - Herzschrittmacher
  - Darmschrittmacher
- Kardioversion (Defibrillation) und Implantierbarer Kardioverter-Defibrillator in der Kardiologie
- Elektrokonvulsionstherapie (EKT) in der Psychiatrie
- Erotische Elektrostimulationsformen
- Elektrochemotherapie (ECT), lokale Sensibilisierung für ein Chemotherapeutikum in der Onkologie

Magnetwirkungen
- Magnetfeldtherapie
- Transkranielle Magnetstimulation

## Historische Literatur
- Josef Kowarschik: Elektrotherapie. Ein Lehrbuch. Berlin/Heidelberg 1920.